# Aristotelia subericinella
Aristotelia subericinella is een vlinder uit de familie tastermotten (Gelechiidae). De wetenschappelijke naam is, als Anacampsis subericinella, voor het eerst geldig gepubliceerd in 1843 door Duponchel.
De soort komt voor in Europa.